# Distrito de Nakaseke
El distrito de Nakaseke es uno de los numerosos distritos que conforman la división política de Uganda, está localizado en el centro del país recientemente mencionado. Su nombre proviene de su ciudad capital, la ciudad de Nakaseke que posee a la mayoría de la población urbana, y es además el centro financiero del distrito.

## Demografía
Posee una población total de 138.011 habitantes. La ciudad de Nakaseke alberga a la mayor parte de la población urbana en este distrito netamente rural.
- Datos: Q432438